# استالیون اسپرینگز (کالیفرنیا)
استالیون اسپرینگز (به انگلیسی: Stallion Springs) یک منطقهٔ مسکونی در ایالات متحده آمریکا است که در شهرستان کرن، کالیفرنیا واقع شده‌است. استالیون اسپرینگز ۴۲٫۶۱۲ کیلومتر مربع مساحت و ۲٬۴۸۸ نفر جمعیت دارد و ۱٬۱۵۳ متر بالاتر از سطح دریا واقع شده‌است.